# Солдатово (Алтайский край)
Солда́тово — село в Быстроистокском районе Алтайского края России. Входит в состав Акутихинского сельсовета.

## География
Село находится в юго-восточной части Алтайского края, на правом берегу реки Обь, на расстоянии примерно 15 км (по прямой) к юго-юго-западу (SSW) от села Быстрый Исток, административного центра района. Абсолютная высота — 152 м над уровнем моря.
Климат
Климат умеренный, континентальный. Средняя температура января составляет −18 °C, июля — +18,6 °C. Годовое количество осадков составляет 470 мм.

## История
Основано в 1876 году. В 1928 году в селе функционировали школа и лавка общества потребителей, имелось 222 хозяйства, проживало 1068 человек. В административном отношении являлось центром сельсовета Быстро-Истокского района Бийского округа Сибирского края.

## Население
| 1997 | 1998 | 1999 | 2000 | 2001 | 2002 | 2003 | 2004 | 2005 |
| ---- | ---- | ---- | ---- | ---- | ---- | ---- | ---- | ---- |
| 903  | ↘198 | ↘197 | ↗198 | ↘189 | ↘164 | ↘147 | ↘131 | ↘125 |
| 2006 | 2007 | 2008 | 2009 | 2010 | 2011 | 2012 | 2013 |      |
| ↘124 | ↗139 | ↗157 | ↘116 | ↗132 | ↘129 | ↘118 | ↘116 |      |

Национальный состав
Согласно результатам переписи 2002 года, в национальной структуре населения русские составляли 98 %.

## Улицы
| - ул. Береговая, - пер. Западный, - ул. Лесная, | - ул. Советская, - ул. Совхозная, - ул. Фабричная. |